# Əfqan Xaşalov
Əfqan Kamil oğlu Xaşalov (ur. 7 czerwca 1997) – azerski zapaśnik walczący w stylu wolnym. Zajął dwunaste miejsce na mistrzostwach świata w 2021. Brązowy medalista mistrzostw Europy w 2021, a także wojskowych MŚ w 2017. Drugi w Pucharze Świata w 2018. 
Drugi na ME U-23 w 2018. Trzeci na MŚ U-23 w 2019. Mistrz świata juniorów w 2016 i trzeci w 2017. Mistrz Europy juniorów w 2017. Mistrz Europy kadetów i drugi na MŚ w 2014.